# Jerry Harrison
Jerry Harrison (* 21. února 1949 Milwaukee) je americký hudebník. V první polovině sedmdesátých let hrál v kapele The Modern Lovers. V roce 1977 se stal členem skupiny Talking Heads, s níž vystupoval až do jejího rozpadu na počátku devadesátých let. V roce 1981 vydal své první sólové album nazvané The Red and the Black. Na nahrávce se podíleli například Bernie Worrell a Adrian Belew. V roce 1988 následovala Harrisonova druhá sólová deska. Nesla název Casual Gods a hráli na ní například Chris Spedding a Robbie McIntosh. Třetí album Walk on Water vydal v roce 1990. Po rozpadu své domovské skupiny působil jako producent. Produkoval například nahrávky skupin Crash Test Dummies a Violent Femmes.